# Panik (chanson)
Pour l’article homonyme, voir Panik.
Pistes de Les hommes morts sont dangereux
Lady Coca-Cola Futurama
Panik est une chanson du groupe Métal Urbain qui fut leur premier 45 tours édité en mai 1977. La chanson fait également partie de l'album « Les hommes morts sont dangereux » sorti en 1981.
La chanson fait partie des premières chansons écrites par le groupe et pourtant elle ne faisait pas partie de leur répertoire premier : les membres de Métal Urbain cherchent à jouer avec les Sex Pistols et vont démarcher directement en Angleterre le manager des Pistols, Malcolm McLaren. Ils font alors écouter leur démo composée de « Snuff movie » ou « Lady Coca-Cola » par exemple mais McLaren reproche alors au groupe de ne pas avoir de single. Le groupe décide alors d'enregistrer la chanson qui reprend le pseudonyme du chanteur du groupe : Clode Panik,,
Devenue un hymne punk, cette chanson a notamment été reprise par le groupe Bérurier Noir lors de leur concert d'adieu à l'Olympia – concert qui sortira en album sous le nom de « Viva Bertaga » en 1990. La chanson est également reprise en concert par Les Sales Majestés. À ses débuts, le groupe australien SPK la reprendra également plusieurs fois sur scène. Le groupe allemand Die Krupps reprend la chanson en 2013 dans son album The Machinists of Joy.